# Zonker Harris
(Zonker, raccontando la propria vita)
Zonker Harris, più spesso chiamato semplicemente Zonker, è un personaggio di fantasia ideato dal fumettista Garry Trudeau nella sua popolare striscia Doonesbury. Incarna lo stereotipo dell'hippie degli anni sessanta, ed il suo personaggio, pur essendo cresciuto nel tempo al pari degli altri protagonisti della striscia (essendo Doonesbury un fumetto in continua evoluzione) è quello che è rimasto più simile a se stesso con il passare degli anni, mantenendo sempre un atteggiamento svagato, sognante ed un po' naif.

## Biografia
La prima apparizione di Zonker avvenne nel 1971: all'epoca era perennemente avvolto da una cappa di fumo, e il suo scopo principale era infastidire gli allenamenti della squadra di football del college di Walden (l'università fittizia dove erano ambientate le prime strisce della serie), con gran disappunto del capitano, B.D. (un altro personaggio chiave della striscia). Poco tempo dopo il suo esordio, si trasferì insieme allo stesso B.D e ad altri personaggi della serie (tra cui il protagonista, Mike Doonesbury) in una comune hippie, chiamata anch'essa Walden - un omaggio dell'autore alla famosa opera dello scrittore David Henry Thoreau. Qui, Zonker spendeva gran parte del suo tempo in attività quali guardare la TV, fumare marijuana e fare il bagno in un piccolo laghetto, chiamato "laghetto di Walden" e da lui considerato alla stregua di un posto sacro. Si dedicava inoltre alla coltivazione di numerose piante, con le quali era capace di intrattenere lunghe conversazioni (le piante, infatti, gli rispondevano).
Anche dopo l'università, Zonker si mantenne sempre disoccupato, rifiutando sistematicamente tutti i lavori che gli si presentavano, considerando la mancanza di lavoro uno stile di vita da difendere a tutti i costi. Sebbene abbia infatti saltuariamente svolto alcune occupazioni, come il postino o il lattaio a domicilio, ha sempre lasciato dopo poco questi incarichi, non appena iniziavano a sembrargli noiosi. L'unica "occupazione" nella quale abbia mai mostrato una certa costanza è stata l'abbronzatura. Ha infatti passato gran parte degli anni ottanta cercando di sviluppare quella che lui chiamava l'"abbronzatura perfetta"; infine, però, realizzò quali danni l'eccessiva esposizione al sole poteva causargli, e cessò anche questa attività, prodigandosi anzi in campagne di sensibilizzazione verso i rischi dell'esposizione ai raggi UV.
L'unica altra attività che abbia mai svolto per un certo periodo di tempo fu la iscrizione al college "Baby Doc College of Physician", intitolata al dittatore haitiano Jean-Claude Duvalier (figlio di François Duvalier e appunto soprannominato Baby Doc) e gestita dallo Zio Duke, un vecchio amico di famiglia, personaggio sopra le righe per il quale Zonker avrebbe svolto anche altri piccoli lavoretti, sempre al confine della legalità. Nella fattispecie, Zonker fu ammesso come studente in questo college, situato ad Haiti, sebbene la sua occupazione principale fosse la locale squadra di beach volley, che aveva bisogno del suo talento. Ad ogni modo, terminò anche questa attività quando vinse 23 milioni di dollari ad una lotteria, diventando per breve tempo miliardario. Poco dopo, comunque, spese gran parte di questa fortuna per riscattare lo Zio Duke, che era stato nel frattempo reso schiavo e zombificato dall'ex dittatore di Haiti. Infine, Zonker spese i soldi rimanenti per comprare un titolo nobiliare inglese, diventando così "Sua Signoria il Visconte St. Austell-in-the-Moor Biggleswade-Brixham".
Successivamente, nei primi anni novanta divenne per breve tempo babysitter della figlia di Mike Doonesbury e J.J., i quali però lo licenziarono dopo pochi anni.
Zonker vive in Connecticut, presso la casa del suo vecchio amico B.D. e di sua moglie Boopsie, svolgendo la mansione di babysitter per la loro figlia Samantha. Trovandosi questa casa vicino alla vecchia comune di Walden, Zonker passa nuovamente parte del suo tempo facendo il bagno nel suo beneamato laghetto.

## Il personaggio

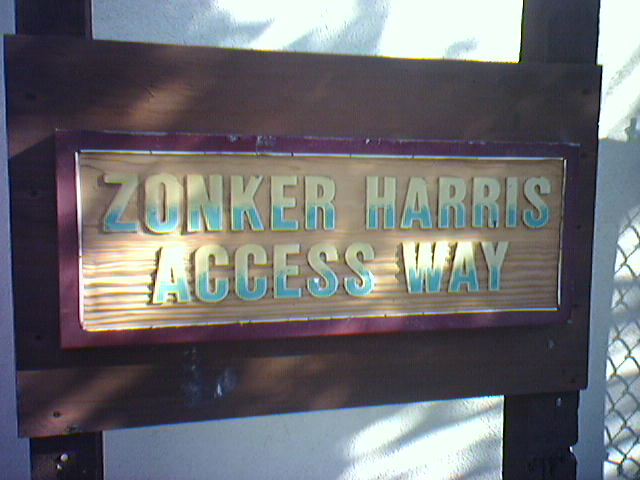
Targa affissa su una via di accesso al mare di Malibù, in California, intitolata a Zonker.

La personalità di Zonker è, per molti versi, molto infantile; se da una parte si dimostra spesso immaturo ed irresponsabile, dall'altra assume anche atteggiamenti naif ed ingenui. A differenza della gran parte dei personaggi della striscia, non si interessa affatto di politica, ed ha anzi ammesso in alcune occasioni di non sapere nemmeno chi fosse il presidente in carica. È, inoltre, totalmente disinteressato al sesso e agli affari di cuore, e in tutta la saga non è mai stato visto impegnato, nemmeno lontanamente, in una relazione amorosa di alcun tipo. Lui stesso dichiara che questo suo disinteresse sia stato causato da una delusione amorosa capitatagli quando aveva solo 10 anni, che lo ha convinto a non impelagarsi più in storie sentimentali che non potrebbero causargli altro che problemi. È tuttavia possibile, ad ogni modo, che nel suo infantile candore non conosca nemmeno i meccanismi basilari del sesso.
Occasionalmente, Zonker intraprende un viaggio per tornare in California (dove, evidentemente, è nato) ed incontrare "Old Surfer Dude": un anziano e saggio (?) maestro che predica l'insegnamento del surf quale disciplina di vita, in una sorta di parodia scanzonata di Yoda. Per compiacere il suo vecchio maestro, Zonker ha anche ingaggiato una dura battaglia a suon di proteste e manifestazioni contro i proprietari di ville della California, rei di chiudere la maggior parte degli accessi al mare con le loro abitazioni. Zonker ha oltretutto finito per vincere questa battaglia, in quanto i proprietari di ville si sono arresi alle sue richieste nel 2005.
L'abilità di Zonker di parlare alle piante - e di farsi rispondere - è andata via via scemando nel tempo, fino a ridursi a singoli episodi sporadici. Infine, si è scoperto che questa sua abilità era dovuta al consumo massiccio di droghe in gioventù. Curiosamente, a rivelare questo particolare è stata proprio una pianta, a cui Zonker aveva chiesto il motivo per cui non gli rispondesse più (la risposta della pianta fu: "erano le droghe, man!").
Zonker ha anche un nipote, Zipper, che frequenta l'università di Walden. Questi assomiglia allo zio in molti aspetti del carattere, oltre che nell'aspetto fisico, e sembra aver ereditato da lui l'abitudine di disturbare gli allenamenti della squadra di football del campus, con i suoi folli ragionamenti, per la disperazione del coach, B.D.

## Omaggi
- A Malibù, in California, una via di accesso ad una spiaggia porta il suo nome[1].
- In rete è esistita per molto tempo una mailing list in lingua italiana dedicata al personaggio, curata dal giornalista Enzo Baldoni (principale traduttore della striscia) e chiamata Zonker's Zone. Frequentata soprattutto dai lettori di Linus, era un punto di ritrovo dove scambiarsi facezie e notizie più o meno serie sull'attualità. Il suo motto era: "Questo è il tempio della libertà, qui potete spaparanzarvi sul divano, sputare sul regolamento e dare del bastardo al gatto".
- In Monkey Island 2: LeChuck's Revenge, nella camera da letto di Elaine se si esamina lo specchio Guybrush dira "Ehi è Zonker Harris in costume!"